# 菲利普·弗朗茨·冯·西博尔德
菲利普·弗朗茨·馮·西博爾德（德語：Philipp Franz von Siebold，1796年2月17日—1866年10月18日），德國內科醫生、植物學家、旅行家、日本學家和日本器物收藏家。他是日本第一个女医楠本稻的父亲。

## 早年生活
菲利普·弗朗茨·馮·西博爾德生于德國巴伐利亞的符茲堡城中一個醫生傢庭。他的祖父、父親和他的叔叔都是維爾茨堡大學的醫學教授。西博爾德於1815年在同一大學開始學習醫學。 
1822年西博爾德開始作為外科醫生服務于荷屬東印度軍隊，駐紮在巴達維亞。在服務期間，他治好了當時荷屬東印度總督卡佩倫，因此獲得注目。西博爾德已設法在很短的時間內學會了荷蘭語和馬來語，並非常專注于自己的工作。他似乎是派往日本的理想人選。在這個過渡時期，日本仍然是一個與世隔絕的未知力量。貿易只允許通過出島——長崎海灣的一個小小的人造島上的荷蘭貿易站進行。

## 日本經歷
1823年西博爾德抵達出島負責蒐集日本列島上的資訊、社會和政治結構，並調查擴大現有貿易的可能性。外國人都不准離開貿易站，但作為一個醫生，他另有機會。西博爾德治癒了一個有影響力的地方官員，他獲准在貿易站以外做點小事情，以及應日本患者要求上門服務。
他還立即聯繫了日本醫生和科學家，其中有些人已經能讀寫荷蘭文並被稱為蘭學家。日本官員曾鼓勵一小群科學家學習荷蘭文以看懂荷蘭人帶來的書籍和地圖等禮物。西博爾德的房子迅速成了舉辦講座、會議和進行討論的集會點，而東道則被看作是西方科學的專家。在這些接觸的基礎上，荷蘭語成為了通用語，使日本獲得了接觸西方科學和發明的通道。此亦即西博爾德於1824年在出島外開設的教授蘭學的鳴瀧塾之功能。

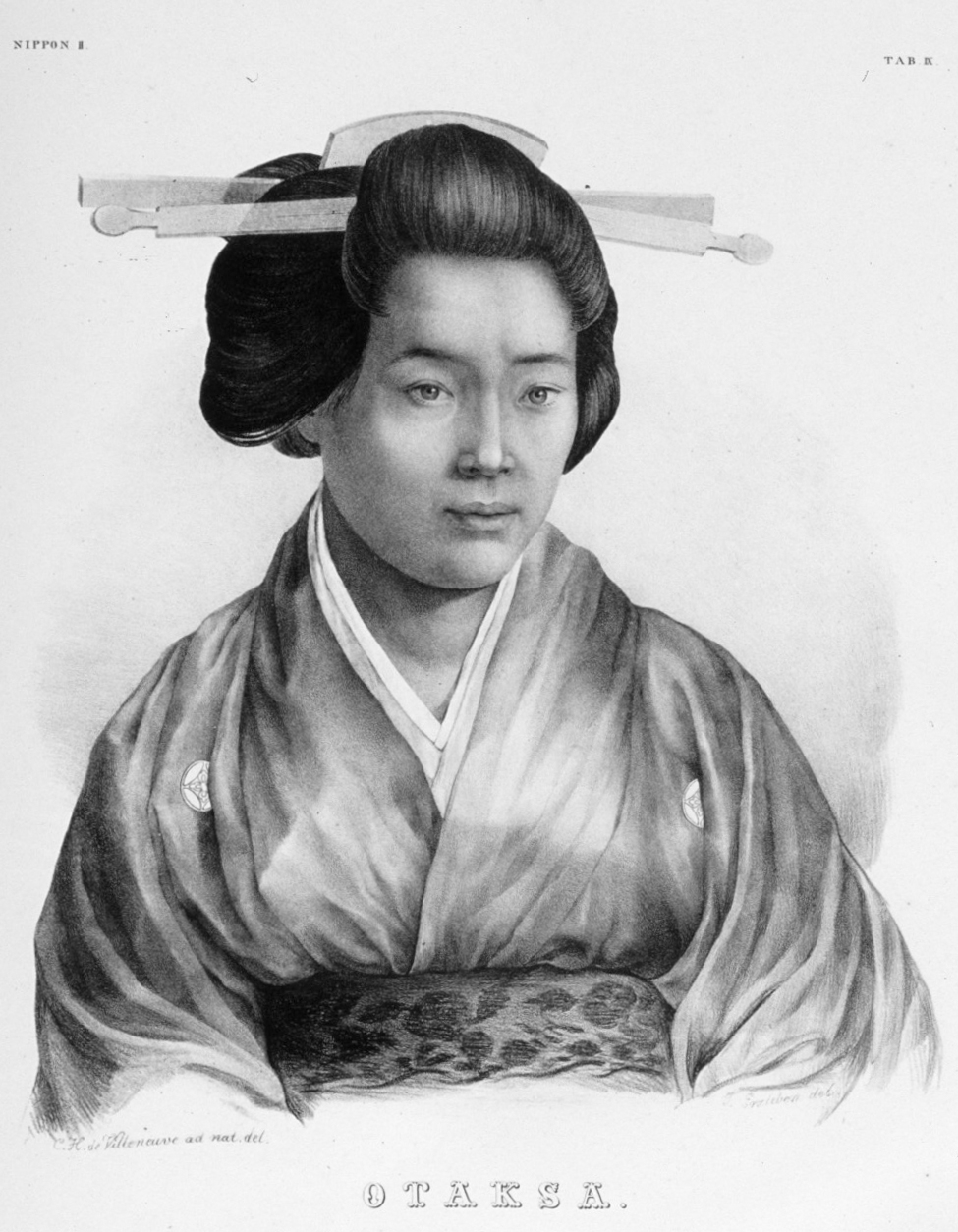
楠本滝（1807年–1865年），西博爾德的日本妻子。

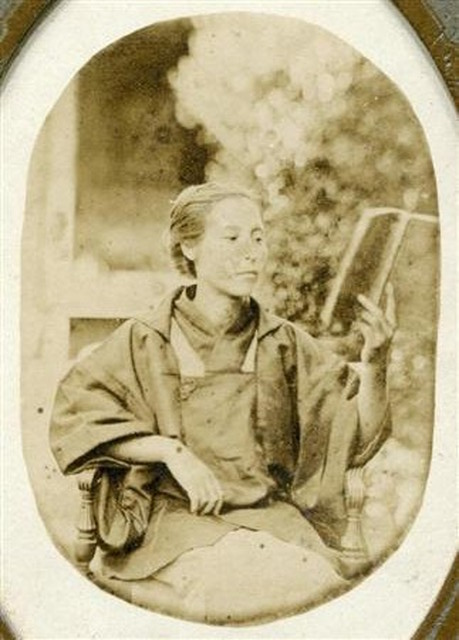
西博尔德的女儿楠本稻（1827年-1903年），第一个日本西方女医生和日本皇后御医。

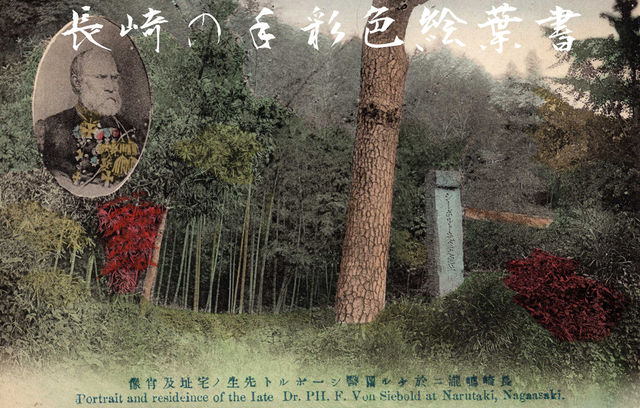
西博尔德医生的肖像和住所，在长崎鸣泷。

西博爾德作為一個普通醫生也贏得了讚譽，並在貿易站附近廣大地區上門治療。他不被允許通過服務接受付款，但心懷感激的患者們贈給他物品和文物作為替代。這是他的民族志收藏的基礎。繼揚·科克·布洛霍夫（1779-1853）——1818年至1823年間的出島主管，以及藏書家约翰·赫拉德·弗雷德里克·范奥弗梅尔·菲舍尔（1800-1848）之後，西博爾德收集了許多日常家庭用品、版畫、工具和手工製品。 
他集中收集植物、種子、動物以及各種日常工具。西博爾德聘請當地藝術家來將動物、物體和日常做法的圖像摹寫於紙上，並付錢給三個職業獵人以捕捉珍稀動物。在他訪問病人時，他盡可能多地收集了天然材料，而且他的學生將所有可及的東西給了他。 
1825年，兩名助手從巴達維亞被分配給西博爾德，他們是藥劑師海因里希·比格尔和熟練的畫家卡尔·许贝特·德·维尔纳夫。在收集物品方面，比格尔是一個重要幫助，並且在1828年後——西博爾德已不再被允許從事活動時——成為西博爾德的繼任者。

## 西博爾德事件
1828年，西博爾德要到幕府走一遭，此即按東京當時的要求從長崎到江戶的所謂江戶參府。在返回出島後不久，西博爾德便準備離境去爪哇。在這許多個月的幕府旅程中，西博爾德不僅收集到許多植物、動物和文物，還擁有了日本的地圖。當這些東西數量太多時，它們被送往了出島。地圖被日本當局發現了，西博爾德隨后被控叛國罪並被指爲俄羅斯間諜。擁有地圖是被嚴格禁止的。經過一段時間的軟禁——在此期間西博爾德的許多人際關繫均被調查——之后，1829年他被驅逐出日本，並被命令不得再次進入該國。

## 移居荷蘭
在此之前，他已將收藏品保存在幾個城市，遍布荷蘭萊頓以及比利時根特、布魯塞爾和安特衛普等城市的機搆中。在與家人團聚後，西博爾德決定搬到萊頓住在Rapenburg19號緊鄰運河的房子裡。這房子與植物園共臨一條運河，河對岸後來成了自然史博物館。早在1831年西博爾德就將他的收藏向公眾開放。在萊頓的幾個地點展示其收藏後，他1837年在Rapenburg的家中開了一家博物館。 
西博爾德在出島時發送的自然史的材料已經通過四個船次運到了萊頓。最後一次他也隨船而行，此即1829年他本人被迫離開日本。海因里希·比格尔仍然在出島並負責隨後發送另外三個船次。這些船次，總數超過10,000項，是位於萊頓的自然博物館以及國家植物標本館藏品的核心。 
利用Bürger和西博爾德運到荷蘭的大量動物，動物學家康拉德·雅各·特明克（1778—1858），赫爾曼·施萊格爾，1804—1884）和威廉·德·哈恩，1801—1855）得以充分描述日本動物群。1833年到1850年間，當他們的研究結果發表在《Fauna Japonica》上時，它使到那時為止日本那不為人所知的動物世界成了非歐洲國家中被描述得最完善的動物群。國王威廉一世對西博爾德的收藏表示了濃厚的興趣。經過多次商談，他使皇家私藏（het Koninklijk kabinet van Zeldzaamheden）與西博爾德和其他兩個在出島的重要研究者的收藏滙集起來。西博爾德的收藏被荷蘭政府購買，新博物館成了現在位于萊頓的國立民族學博物館的前身。 
西博爾德仍然作為日本問題顧問在各個國家發揮著重要作用。1859年起，他作為外交官再次前往日本，直到1862年。

## 以西博爾德名字命名的事物

### 動植物
以西博爾德名字命名的動植物甚多，茲舉例如下：
- 植物
  - Acer sieboldianum（英语：Acer sieboldianum）
  - 铁线莲 Clematis florida "sieboldii"
  - 奇数鳞毛蕨（英语：Dryopteris sieboldii） Dryopteris sieboldii
  - 蓝粉玉簪（英语：Hosta sieboldii） Hosta sieboldii
  - 天女木兰 Magnolia sieboldii
  - 三叶海棠 Malus sieboldii
  - 樱草 Primula sieboldii
  - 南殿樱（英语：Prunus sieboldii） Prunus sieboldii
  - 圆叶八宝 Hylotelephium sieboldii
  - 铁杉 Tsuga sieboldii
  - 毛叶荚迷（英语：Viburnum sieboldii） Viburnum sieboldii

- 動物
  - 西宝芋螺 Conus sieboldii (Reeve,1848)
  - Pharaonella sieboldii (Deshayes,1855)
  - Pheretima sieboldi (Horst,1883)
  - 无霸勾蜓 Anotogaster sieboldii Sélys,1854
  - 须鱲 Zacco sieboldii (Temminck et Schlegel,1846)
  - 姬鲷 Pristipomoides sieboldii (Bleeker,1857)
  - 绿鸠 Treron sieboldii (Temminck,1835)

### 日本
- 西博爾德特急 - 九州旅客鐵道在1999年至2003年期間營運的特急列車
- 長崎縣立大學西博德校區

## 關聯條目
- 蘭学
- 日本學
- 日本歷史年表
- 西博尔德住宅